# Pandanus fusinus
Pandanus fusinus är en enhjärtbladig växtart som beskrevs av Ugolino Martelli. Pandanus fusinus ingår i släktet Pandanus och familjen Pandanaceae. Inga underarter finns listade.